# Paula Cristina
 Paula Cristina Ferreira  (Rio de Janeiro, 18 de setembro de 1984) é uma voleibolista indoor brasileira , atuante na posição de Levantadora , que serviu a  Seleção Brasileira na categoria de base obtendo o ouro no Campeonato Sul-Americano Juvenil de 2002 na Bolívia .Como atleta obteve destaque no Campeonato Universitário dos EUA, onde também atuou como Assistente Técnica.

## Carreira
Paula vem de uma família de voleibolistas e é irmã da levantadora campeã olímpica: Fernanda Ferreira nas categorias de base da Seleção Brasileira esteve presente na equipe que disputou e conquistou a medalha de ouro no Campeonato  Sul-Americana Juvenil de 2002  em La Paz-Bolívia 
Jogou nas categorias de base do Açúcar União/São Caetano  e por este disputou na categoria adulto o Campeonato Paulista de 2002 conquistando o vice-campeonato<ef name="acpvfr2002">CBV-Confederação Brasileira de Voleibol. «Artigo Campeonato Paulista de Voleibol Feminino- Resultados-2002». Consultado em 25 de setembro de 2014</ref>.Em 2003 foi convocada para Seleção Brasileira, categoria juvenil, em preparação para o Campeonato Mundial na Tailândia, mas foi dispensada posteriormente.
Na jornada esportiva 2003-04 defendeu as cores do Ecus/Suzano e por este disputou o Campeonato Paulista de 2003 e encerrou na nona posição na correspondente Superliga Brasileira A quando registrou 6 pontos, sendo 3 de ataques e 3 de bloqueios.
Na temporada 2004-05 permaneceu no Ecus/Suzano quando disputou Campeonato Paulista de 2004, neste mesmo ano disputou os  Jogos Abertos do Interior de Barretos, time não participou da correspondente Superliga Brasileira A.No período esportivo 2005-06 atuou  pela ASBS/Suzano no Campeonato Paulista de 2005, disputou por este clube sua segunda Superliga Brasileira A encerrando novamente em nono lugar.
Atuou pelo Pinheiros/Blue Life sendo semifinalista do Campeonato Paulista de 2006 e disputou a Superliga Brasileira A 2006-07 encerrando na sexta posição.
Em 2008 reencontrou uma amiga que residia nos Estados Unidos, onde cursava na Columbia College, esta fez contato e Paula realizou o sonho de  fazer faculdade e jogar  neste pais, então em 2009 migrou para lá e cursou Comércio Exterior e Administração. Após 10 anos de dedicação ao voleibol decidiu parar e cursar, fez parte da mesma geração das bicampeãs olímpicas Thaísa Menezes e Fabiana Claudino, quando juntas foram convocadas para Seleção Brasileira  nas categorias de base.
Paula passou atuar no Campeonato Universitário dos EUA pelo Columbia Cougars, na dita divisão NAIA- National Association of Intercollegiate Athletics  conquistando o título da Conferência Centro-Oeste Universitária  (AMC-American Midwest Conference), quando vestida  a camisa#7 da equipe
de 2009  e encerrou no Campeonato Nacional Universitário NAIA 2009-10 na décima quarta posição.
Na temporada contribuiu com 1.471 assistências, 55 aces, 268 defesas e 74 bloqueios, e foi eleita a Levantadora do Ano por este desempenho na Conferência Centro-Oeste .Na jornada 2010-11, sagrou-se bicampeã da Conferência Centro-Oeste, e foi eleita a Melhor Jogadora do Ano pela AVCA- American Volleyball Coaches Association, com números relevantes: 11.14 assistências em 45 jogos e  vice-campeã do Campeonato Nacional Universitário NAIA.
Na edição da Conferência Centro-Oeste 2011-12 conquista o tricampeonato consecutivo e novamente Paula foi a Melhor Jogadora e Levantadora da liga e foi semifinalista no Campeonato Nacional Universitário NAIA, alcançando a quarta colocação.
Paula conquistou o tetracampeonato na Conferência Centro-Oeste 2012-13 registrando 1.766 assistências e 82 aces, sendo eleita novamente a Melhor Jogadora do Ano, além do vice-campeonato obtido no Campeonato Nacional Universitário NAIA.
No período esportivo 2013-14 não atuou como atleta, exercendo Assistente Técnica do Columbia Cougars sendo vice-campeã da Conferência Centro-Oeste 2013-14 e alcançando a décima segunda posição no correspondente Campeonato Nacional Universitário NAIA.

## Títulos e resultados
- 2013-14-12º lugar da Campeonato Nacional Universitário NAIA[28]
- 2012-13-Vice-campeã  da Conferência  Centro-Oeste Universitária[27]
- 2012-13-Vice-campeã  da Campeonato Nacional Universitário NAIA[25]
- 2012-13-Campeã  da Conferência  Centro-Oeste Universitária[23]
- 2011-12-4º lugar da Campeonato Nacional Universitário NAIA[22]
- 2011-12-Campeã  da Conferência  Centro-Oeste Universitária[19]
- 2010-11-Vice-campeã  da Campeonato Nacional Universitário NAIA[18]
- 2010-11-Campeã  da Conferência  Centro-Oeste Universitária[16]
- 2009-10-14º lugar da Campeonato Nacional Universitário NAIA[14]
- 2009-10-Campeã  da Conferência  Centro-Oeste Universitária[13]
- 2006-07– 6º lugar da Superliga Brasileira A [5]
- 2006-4º lugar do Campeonato Paulista[10]
- 2005-06– 9º lugar da Superliga Brasileira A [5]
- 2003-04– 9º lugar da Superliga Brasileira A [5]
- 2002-Vice-campeã do Campeonato Paulista<ef name="acpvfr2002"/>

## Premiações individuais
- 2012-Melhor Jogadora pela AVCA [24]
- 2011-Melhor Jogadora pela AVCA [20]
- Levantadora do Ano  da Conferência  Centro-Oeste Universitária  de2011-12[20]
- 2010-Melhor Jogadora pela AVCA[15]
- Levantadora do Ano  da Conferência  Centro-Oeste Universitária  de2009-10[15]